# Kádár Klára
Kádár Klára, férjezett nevén Bihari Lászlóné, majd Ötvös Tiborné (Budapest, 1902. november 30. – Budapest, 1981. december 23.) hegedűművész, zenetanár.

## Élete
Kádár Mózes Móric (1874–1931) fűszerkereskedő, magántisztviselő és Moskovics Karolina (1873–1944) gyermekeként született. Tanulmányait a Zeneakadémián végezte, ahol Bloch József, Zsolt Nándor és Studer Oszkár növendéke volt. 1927-ben hegedűtanári diplomát szerzett. Első fellépése a Zeneakadémián volt növendék korában, mely után több koncerten vett részt mint közreműködő és több alkalommal játszott a Magyar Rádióban is. Első akadémista növendék korától foglalkozott pedagógiával. 1948-ban kinevezték az Állami Zenei Gimnázium rendes tanárává, majd a Liszt Ferenc Zeneművészeti Főiskolára került, ahol 1969-es nyugdíjazásáig főiskolai tanárként, később óradíjasként tanított.
Első házastársa Bihari László belgyógyász volt, Bihari Imre (1866–1939) újságíró fia, akihez 1926. december 12-én Budapesten, a Terézvárosban ment nőül. Második férje Ötvös Tibor volt.
A Farkasréti temetőben nyugszik.

## Díjai, elismerései
- A Munka Érdemrend ezüst fokozata (1969)[7]